# کیم بونگ-هوان
کیم بونگ-هوان (انگلیسی: Kim Bong-hwan; ۴ ژوئیهٔ ۱۹۳۹) بازیکن فوتبال اهل کره شمالی بود.
از باشگاه‌هایی که در آن بازی کرده‌است می‌توان به باشگاه ورزشی کیگوانچا اشاره کرد.
وی همچنین در تیم ملی فوتبال کره شمالی بازی کرده‌است.